# Massiva (príncep)
Massiva va ser un príncep númida, net del rei Gayya, i nebot de Masinissa I, al que va acompanyar a Hispània per lluitar al costat del seu oncle contra els romans i en aliança amb els cartaginesos.
Masinissa va anar a Cartago l'any 210 aC per demanar reforços i segurament se'l va emportar quan va tornar a Hispània, el mateix 210 aC o potser al començament del 209 aC. El seu primer combat el va lliurar a la batalla de Baecula el 209 aC, la primera ocasió en què va portar armes, però va caure presoner. Però Publi Corneli Escipió Africà Major, quan va saber qui era, el va tractar amb el màxim respecte i el va retornar al seu oncle sense cap rescat. Aquesta generosa conducta del general romà va influir en Masinissa que tres anys després va canviar les seves aliances i es va passar al bàndol dels romans. En parlen Titus Livi i Valeri Màxim.